# Emblema della Thailandia
L'emblema della Thailandia (ตราแผ่นดินของไทย), chiamato Phra Khrut Pha, è il simbolo ufficiale del paese. Raffigura la divinità Garuḍa (un'aquila giavanese) che, sebbene adottata ufficialmente solo nel 1911 dal re Vajiravudh, è stata il simbolo del paese per secoli. Secondo la mitologia induista e buddista Garuda è il messaggero del dio Nārāyaṇa (di cui i re thailandesi si consideravano incarnazione) e serviva a simboleggiare l'autorità del sovrano.